# Caravelas (Bahia)
Caravelas is een gemeente in de Braziliaanse deelstaat Bahia. De gemeente telt 22.115 inwoners (schatting 2009).
De plaats is co-zetel van het rooms-katholieke bisdom Teixeira de Freitas-Caravelas.

## Aangrenzende gemeenten
De gemeente grenst aan Alcobaça, Ibirapuã, Lajedão, Medeiros Neto, Nova Viçosa en Teixeira de Freitas.